# Sokodé
Sokodé a Togói Köztársaság második legnagyobb városa, ami Tchaoudjo és Centrale régió székhelye, 339 km-re található Lométől északra. Lakossága 2004-ben 86 500 fő. Rengeteg vallás van a városban, de az iszlám a domináns.

## Történet
Már az őslakosok gurmák is itt éltek, a Niger folyó északi részén, Ouagadougou és Niamey környékén.